# Върховен съд на Северна Македония
Върховният съд (на македонска литературна норма: Врховен суд) е най-високата съдебна инстанция в Северна Македония и конституционен орган, който е призван да обезпечава еднаквото прилагане на законите от съдилищата в страната. Юрисдикцията на Върховния съд се разпростира върху цялата територия на Република Северна Македония, а седалището му се намира в Скопие.
Според член 37 от Закона за съдилищата на Северна Македония сред изключителните прерогативи на Върховния съд е правото му:
- да се произнася като втора инстанция по жалби срещу решенията на собствените си съвети, когато това е предвидено със закон;
- да се произнася като трета и последна инстанция по жалби срещу решенията на апелативните съдилища в страната;
- да решава по извънредни съдебни актове срещу влезли в сила решения на основните съдилища или срещу решения на своите съвети;
- да решава спорове за компетентност между основните съдилища от районите на апелативните съдилища, да решава такива спорове между апелативните съдилища, да решава спорове за компетентност между Административния съд и други съдилища, както и между Висшия административен съд и друг съд, както и да разрешава прехвърляне на местни правомощия към тези съдилища;
- да отсъжда по жалби на коя да е страна или участник в съдебния процес за накърнено право на разглеждане и решаване на делата в разумен срок, в процедура, установена със закон пред съдилищата в Република Северна Македония, и съгласно принципите и правилата на Европейската конвенция за правата на човека и основните свободи, и изхождайки от практиката на Европейския съд за правата на човека.

Съдиите от Върховния съд са организирани в четири специализирани съдийски отделения:
- Отдел за наказателни дела;
- Отдел за граждански дела;
- Отдел за съдене в разумен срок;
- Отдел за съдебна практика.

Своята дейност Върховният съд извършва чрез:
- съветите;
- сесиите на отделите;
- общата сесия на отделите;
- сесията на съдиите;
- общата сесия.